# Cheiracanthium auenati
Cheiracanthium auenati är en spindelart som beskrevs av Lodovico di Caporiacco 1936. Cheiracanthium auenati ingår i släktet Cheiracanthium och familjen sporrspindlar.
Artens utbredningsområde är Libya. Inga underarter finns listade i Catalogue of Life.